# Розвідувальне буріння
Розвідувальне буріння (рос. разведочное бурение; англ. exploration (exploratory) well drilling; нім. Erkudungsbohren) — буріння свердловин з метою розвідки відкритих родовищ нафти і газу (підготовки їх до розробки), а також для вивчення геологічного розрізу в малодосліджених районах (опорні, параметричні, пошукові свердловини).